# Мокре (Сяноцький повіт)
Мокре (пол. Mokre) — село в Польщі, у гміні Загір'я Сяноцького повіту Підкарпатського воєводства.
Населення — 423 особи (2011).

## Розташування
Село Мокре розташоване за 20 км на захід від міста Сянік. До акції Вісла було українське. 
Через село пролягає залізниця № 107 (в селі наявний перестанок) і повітова шосейна дорога № 2229R Прусік-Височани.
Недалеко від Мокрого розташоване село Морохів, у якому діє православна парафія.

## Історія
У період І Речі Посполитої — воєводство Русь, земля Сяноцька.
З 1772 село в складі Австро-Угорщини належало до округи Ліської а пізніше Сяноцької в Галичині. До 1914 Сяноцький судовий повіт, Буківська ґміна.
12 листопада 1872 року через село пролягла залізниця.
У 1898 році в селі було 560 жителі і 81 будинок, крім Лемківської спільноти жили тут також Жиди та Поляки. Наприкінці XIX ст. тут діяла пошта та телефон. Населення було зайняте у посталих у тій місцевості копальнях з видобутку сирої нафти. У 1900 році в селі було 592 жителі, загальна площа села було тоді 561 га.
З листопада 1918 до січня 1919 разом з іншими 33 селами входило до складу Команчанської Республіки.
Село відзначалося національною свідомістю, у міжвоєнний період тут діяв осередок Товариства Рідної школи.
В 1939 р. в селі було переважно лемківське населення: з 690 жителів села — 650 українців, 25 поляків і 15 євреїв.
13 вересня 1944 р. село було окуповане совіцькими військами.
До 1947 р. в селі була греко-католицька громада парохії Морохів Буківського деканату. Метричні книги велися з 1784 р.
Після Другої світової війни частину лемків вивезли в СРСР. У 1947 р. під час операції «Вісла» депортували на понімецькі землі 473 українців, на їх місце заселили поляків.
Гайовим з лісничівки «Grzybowska» у лісах недалеко від села Мокре був Йосип Одинак.
У 1975—1998 роках село належало до Кросненського воєводства.

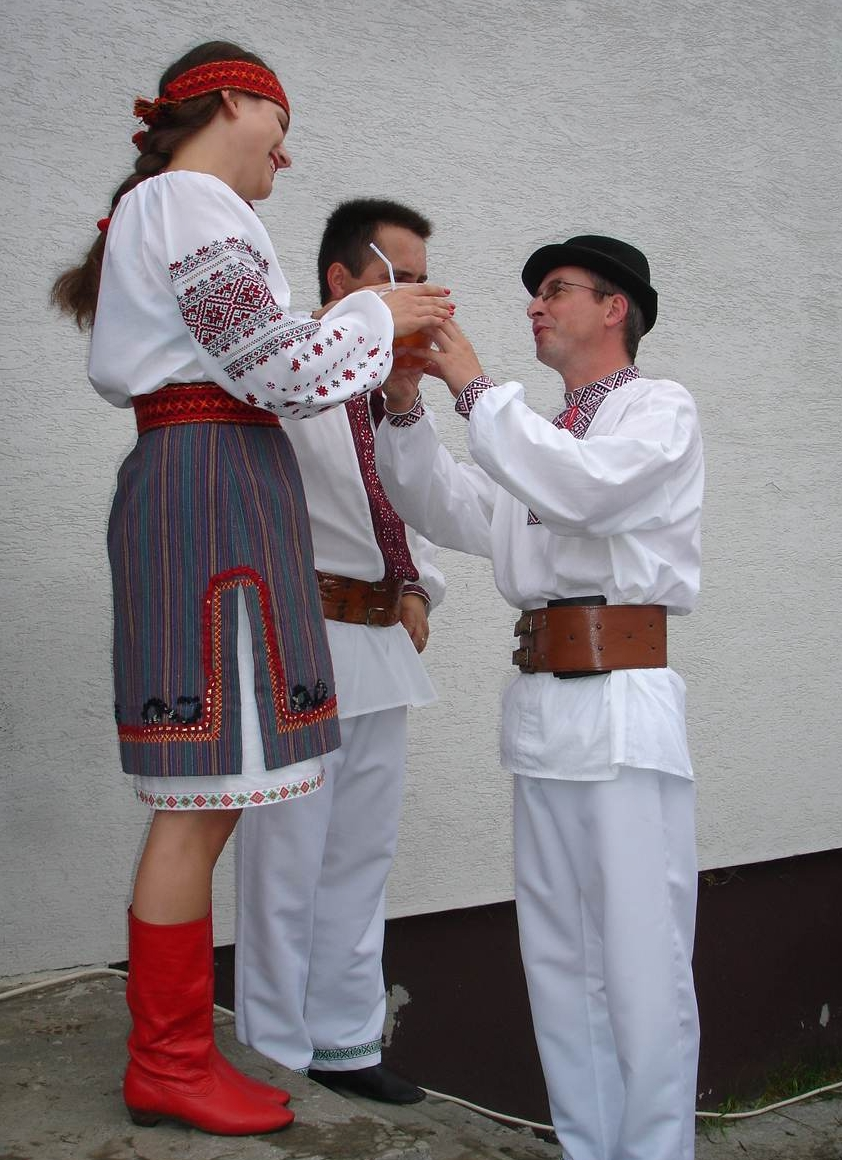
Українці (лемки) з села Мокрого, ансамбль «Ослав'яни», «Свято культури над Ославою»

## Ослав'яни
Фольклорний ансамбль пісні і танцю «Ослав'яни» засновано в селі Мокрому 1972 року, а серед ініціаторів його створення і багаторічним керівником був покійний Євген Могила. Назву ансамблю дала річка Ослава, що тече неподалік села, є вона символом регіону і творить неповторну атмосферу околиці.

## Демографія
Демографічна структура станом на 31 березня 2011 року:
|          | Загалом | Допрацездатний вік | Працездатний вік | Постпрацездатний вік |
| -------- | ------- | ------------------ | ---------------- | -------------------- |
| Чоловіки | 216     | 32                 | 148              | 36                   |
| Жінки    | 207     | 30                 | 123              | 54                   |
| Разом    | 423     | 62                 | 271              | 90                   |